# استان سویدا
 سویداء  (به عربی: محافظة السویداء)، نام یکی از چهارده استان کشور جمهوری عربی سوریه است. این استان از سال ۲۰۲۵ تحت کنترل نیروهای مستقل از حکومت مرکزی اداره می‌شود.
استان سویداء در جنوبی‌ترین نقطه سوریه قرار دارد. جمعیت این استان در سال ۲۰۱۱ میلادی حدود ۳۷۰٬۰۰۰ نفر تخمین زده شده است.
استان سویداء در سوریه تنها استانی است که دروزی‌ها در آن اکثریت دارند و اقلیتی از مسیحیان و مسلمانان سنی در این استان ساکنند. طبق سرشماری سال ۱۹۸۰، دروزی‌ها تقریباً ۸۷.۶ درصد از جمعیت را تشکیل می‌دادند، در حالی که مسیحیان (عمدتاً ارتدکس یونانی) ۱۱ درصد و مسلمانان سنی ۲ درصد را تشکیل می‌دادند. بیشتر جمعیت در بخش غربی استان، به ویژه در دامنه‌های غربی جبل الدروز متمرکز شده‌اند، در حالی که قبایل بادیه‌نشین در مناطق خشک حره الشماع ساکن هستند.

## سویداء در گذر تاریخ
در گوشه و کنار استان سویداء آثار گوناگونی از دوران مختلف بر جای مانده است. تاریخ شهر سویداء به دوران پیش از اسلام بر می‌گردد. سنگ‌نبشته‌های موجود نشان می‌دهد که مردم سلوکی بر مردم آرامی چیره شده‌اند و مدتی بر این منطقه حکم می‌رانده‌اند. در سال ۸۸ قبل از میلاد پادشاهی نبطی این شهر را اشغال می‌کند، در موقعه‌ای که به نام موناثا (امتان) معروف است بر «السلوقیین» غلبه می‌کنند و شهر سویداء تحت نفوذ خود قرار می‌دهند.
اماکن تاریخی و گردشگری و آثارهای باستانی از دوران‌های آرامی، ساسانی، نبطی و سلوکی در گوشه‌وکنار این استان وجود دارد.

## جغرافیا
استان سویدا از شمال به استان دمشق، از جنوب به کشور اردن، از مغرب به استان درعا، و از مشرق به بادیه سوریه و الصفا محدود می‌گردد.
استان سویدا در حدود ۵۵۵۰ کیلومتر مربع وسعت دارد. ارتفاعش از سطح دریا مابین (۱۰۲۰ تا ۱۶۸۰) متر است.
استان سویداء از طبیعت خاصی برخوردار است. مناظر زیبا، جنگل‌های انبوه از درختان مختلف کوهستانی و آب‌های روان و هوای لطیف و از چشم‌اندازی بسیار زیبا و شاعرانه برخوردار است.
این منطقه در دوران گذشته به نام‌های مختلفی مانند جبل‌الباشان و جبل‌الریان شناخته شده است
این منطقه در طول زمان مورد توجه شاعران عرب بوده است و قصیده‌های زیبایی در مورد منطقه و دربارهٔ رودخانه‌ها و جوی‌های آب روان آن اشعاری زیبا و دلنشین سروده شده است. شعرای معروف عرب مانند امرو القیس ابن آبان، شریف الرَضی و لبید بین ربیعة اوقات خود را در این مناطق گذرانده و اشعاری زیبا و دلنشین در وصف منطقه و طبیعت زیبای آن سروده‌اند. همچنین حاکمان نیز به ای منطقه توجه کرده‌اند، چنان‌که خلیفه اموی ولید بن عبد الملک بن مروان در دوران خلافتش قصری مجلل در «ریمة اللحف» ساخته بود که آثار و بقایا این کاخ زیبا هنوز باقی‌مانده است.
هنگامی که اعراب بر بلاد الشام تسلط یافتند، ساکنان اصلی منطقه که از قبائل غساسنه و قحطانی بودند با خشنودی حکم اعراب را پذیرفتند. در سال ۶۳۶ میلادی به دستور خلیفه دوم عمر بن الخطاب، مالک پسر حارث به امارت حوران که بخشی از استان سویدا است گماشته شد.
در جنگ‌های «روم» و «صلیبی» و مسلمانان مردم حوران نقش مهمی داشته‌اند.

## اماکن و آثار باستانی

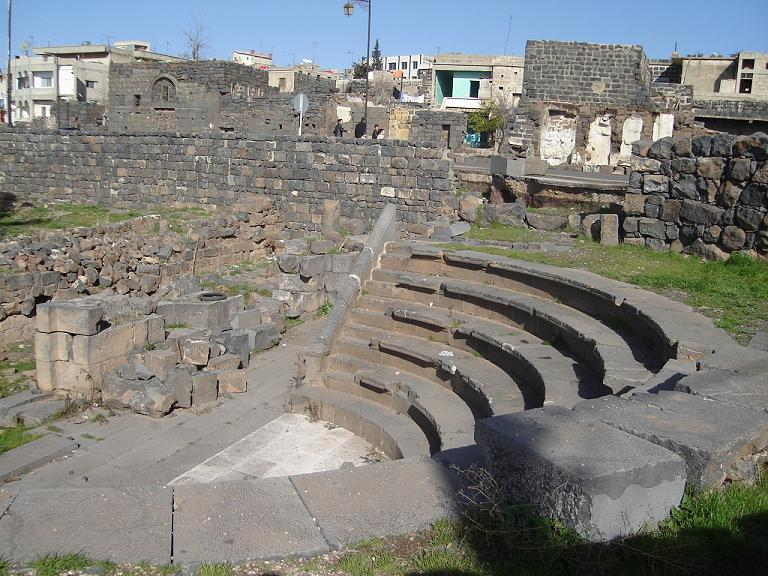

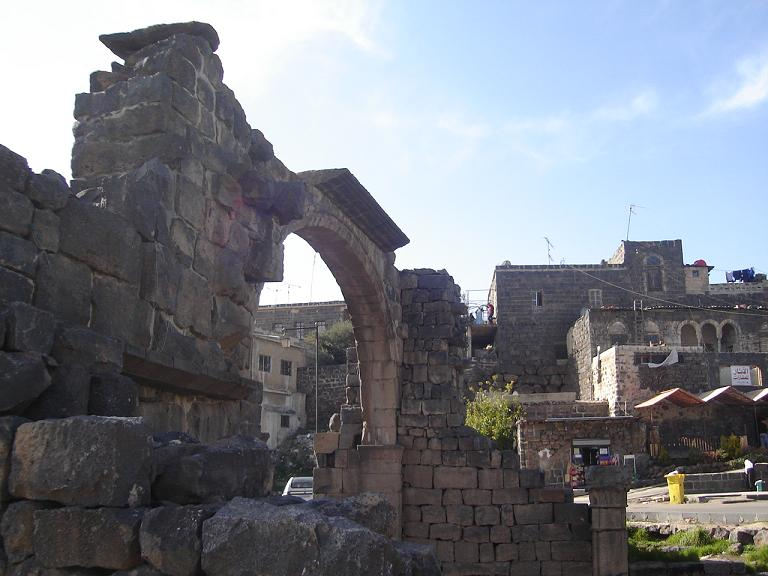

اماکن و آثار باستانی متعددی در استان سویدا وجود دارد که عبارت‌اند از:
- مراح کوم التینة در مشرق روستای قریة ریمة اللحف.
- مراح المزرعة.
- قراصة.
- کوم الحصی.
- حزحز.
- الشبکی.
- تل الدبة در نزدیکی روستای بریکة.
- دیر الأسمر در شمال روستاهای «نجران» و «أم‌العلق»، تاریخ بنای این کلیسا (دیر) به دوران «عصر برونزی» برمی‌گردد.
- قبر امرئ القیس یکی از پادشان عرب از آل کنده چنان‌که بر سنگ لَحد با خط عربی نوشته شده است این قبر «ملک امرو القیس کندی» یکی از پادشان آل مرار آل کنده است و به سال ۳۲۸ میلادی مؤرخ شده است.
- قلعه سویداء یکی از مشهورترین قلعه‌های تاریخی منطقه است.

همچنین آثار گوناگونی از دوران فاتحان یونانی و رومی در مناطق مختلف استان مانند «نجران»، «سلیم» و «عتیل» برجای مانده است. آثار کاخ «امپراتور فیلیپ» یکی از عجایب بناهای تاریخی سویداء به‌شمار می‌رود.